# Кобол (планета)
Кобол (енгл. Kobol) је планета из америчке научнофантастичне серије Свемирска крстарица Галактика. У тој серији, сви људи су настали на планети Кобол, на којој су људи живели у хармонији са дванаест божанстава (слично оним из грчке митологије). Постојало је тринаест племена људи, али тринаесто племе је отишло на планету Земљу у првом егзодусу. Пре него што су отишли они су оставили мапу ка Земљи. На Коболу се налази град Богова у чијем се центру налази зграда амфитеатар или опера која представља центар града. Према серији богови су живели у складу са дванаест племена још две хиљаде година док један бог није пожелео да буде изнад осталих и тада је дошло да рата између богова. После рата богова дошло је до катаклизме на Коболу услед чега даљи живот на планети није био могућ. Дванаест племена људи одлази са Кобола у свемирским бродовима и оснива 12 Колонија (са именима знакова зодијака). Људи се више никада не враћају на Кобол јер свако враћање на планету доноси жртву међу онима који се враћају и тако локација планете бива заборављена.